# Erioptera fumipennis
Erioptera fumipennis är en tvåvingeart som beskrevs av Alexander 1921. Erioptera fumipennis ingår i släktet Erioptera och familjen småharkrankar. Inga underarter finns listade i Catalogue of Life.